# Marian Jaroszyński
Marian Jaroszyński herbu własnego (ur. 16 marca 1876 w Błudnikach - 23 marca1944 w Aix-les-Bains) – polski ziemianin, społecznik i polityk, poseł na Sejm Rzeczypospolitej Polskiej I kadencji (1922–1927).
Syn Zygmunta i Jadwigi z domu Tyzenhauz herbu Bawół. W 1907 r. zawarł związek małżeński z Teresą Urbańską, z którą miał dwoje dzieci.
Właściciel majątku w Błudnikach, jeden z najbogatszych ziemian w Małopolsce Wschodniej. Czynnie zaangażowany w działalność społeczną, wiceprezes Towarzystwa Kółek Rolniczych w Małopolsce, członek Związku Ziemian i Wydziału Towarzystwa Gospodarczego we Lwowie. Podczas I wojny światowej członek Rady Polskiej Zjednoczenia Międzypartyjnego w Rosji. W 1922 r. kandydował z powodzeniem do Sejmu z ramienia Chrześcijańskiego Związku Jedności Narodowej, zasiadł w klubie Stronnictwa Chrześcijańsko-Narodowego. W 1927 r. wziął udział w konferencji Romana Dmowskiego i Stanisława Strońskiego z działaczami środowiska ziemiańskiego w Pełkiniach.